# Varėnė
Varėnė je řeka v jižní části Litvy, v Alytuském kraji, v okresech Alytus a Varėna. Je to pravý přítok řeky Merkys, do které se vlévá u města Senoji Varėna (Stará Varėna). Řeka je místy s vysokými strmými písčitými břehy, hloubka dosahuje 2,5 m, šířka koryta kolem 5 m. V údolí řeky je mnoho studánek/pramenů. U soutoku s řekou Merkys u cesty do Varėny je park s množstvím soch. Řeka v průběhu svého toku vytváří čtyři různé krajinové typy. Od vsi Pamusiai je velmi úzká a silně meandrující, ale také velmi hluboká. Později meandruje bažinatým údolím. Místy zde okolní nivy nahradí strmé písčité břehy. Potom protéká jezerem Varėnis a dále je mělká, s množstvím vývratů a jiných překážek pro vodáky.

## Přítoky
- Levé:

| Hydrologické pořadí | Řeka       | Délka (km) | Povodí (km²) | Vzdálenost od ústí (km) | Ústí kde       | Koordináty ústí                  |
| ------------------- | ---------- | ---------- | ------------ | ----------------------- | -------------- | -------------------------------- |
| 11010422            | Žiegždupis | 4,0        | 9,3          | 38,7                    | Kazimieravas   | 54°26′24″ s. š., 24°21′11″ v. d. |
| 11010425            | Žižma      | 9,6        | 53,6         | 30,1                    | Vaikantonys    | 54°23′30″ s. š., 24°24′27″ v. d. |
| 11010431            | Dusmena    | 17,1       | 48,6         | 26,5                    | Vaikantonys    | 54°22′38″ s. š., 24°26′39″ v. d. |
| 11010434            | Musė       | 17,4       | 54,1         | 19,1                    | Pamusėliai     | 54°21′16″ s. š., 24°29′38″ v. d. |
| 11010441            | V – 1      |            |              |                         | jezero Varėnis | 54°17′30″ s. š., 24°33′35″ v. d. |

- Pravé:

| Hydrologické pořadí | Řeka    | Délka (km) | Povodí (km²) | Vzdálenost od ústí (km) | Ústí kde           | Koordináty ústí                  |
| ------------------- | ------- | ---------- | ------------ | ----------------------- | ------------------ | -------------------------------- |
| 11010421            | Juodupė | 4,3        | 9,3          | 45,7                    | Čižūnai            | 54°25′51″ s. š., 24°16′41″ v. d. |
| 11010423            | Niedulė | 1,6        | 12,1         | 31,1                    | Kančėnai           | 54°23′48″ s. š., 24°23′33″ v. d. |
| 11010428            | Svetus  | 1,2        | 4,8          | 29,7                    | Vaikantonys        | 54°23′15″ s. š., 24°24′28″ v. d. |
| 11010435            | Abista  | 21,7       | 79,9         | 16,7                    | Geidukonys/Gudžiai | 54°20′22″ s. š., 24°30′8″ v. d.  |

## Galerie

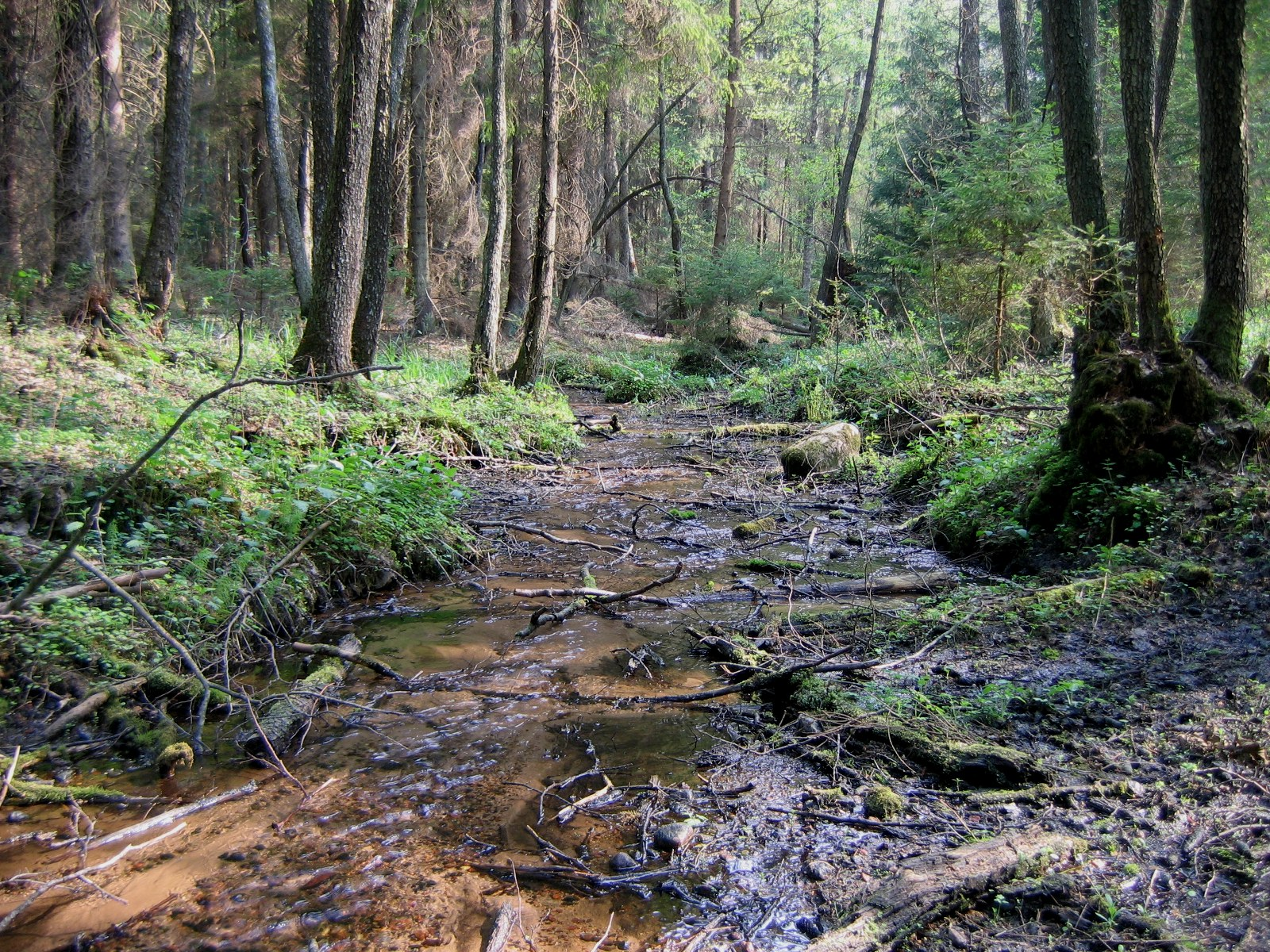
Prameny v údolí řeky Varėnė
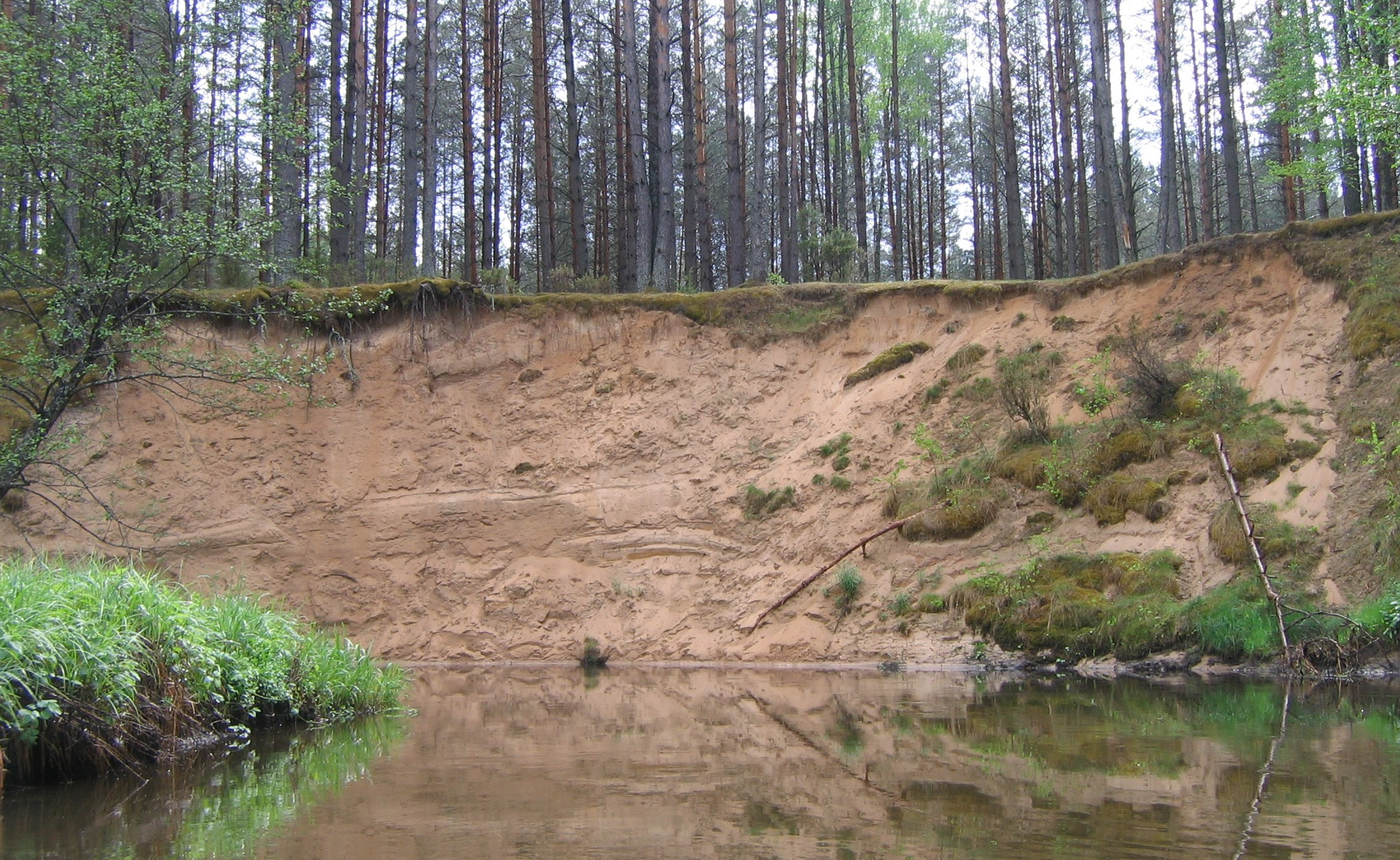
Písčitý břeh řeky Varėnė
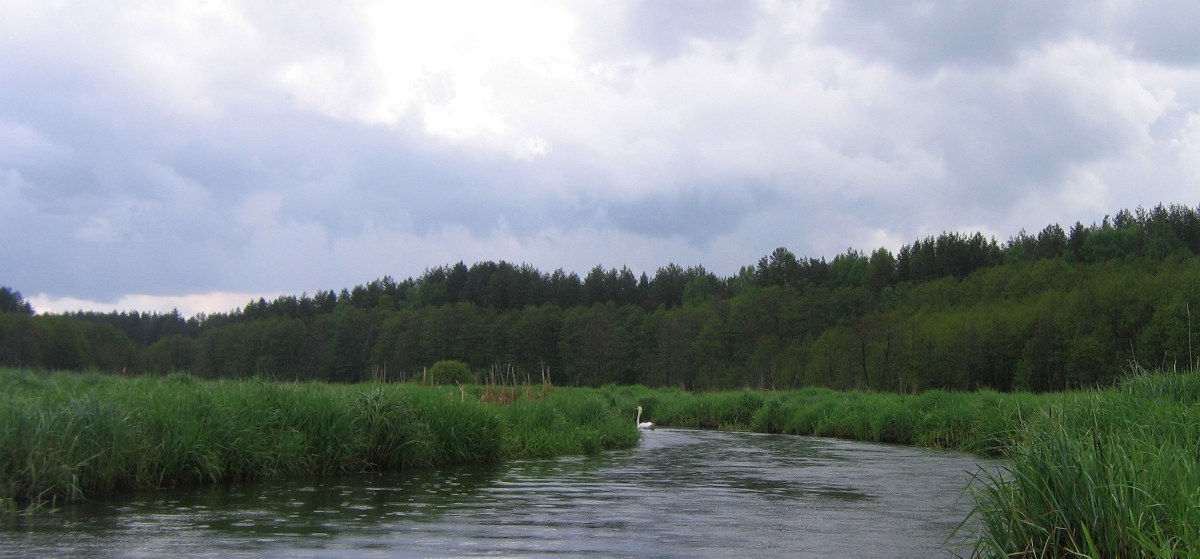
Řeka ve svém bažinatém údolí
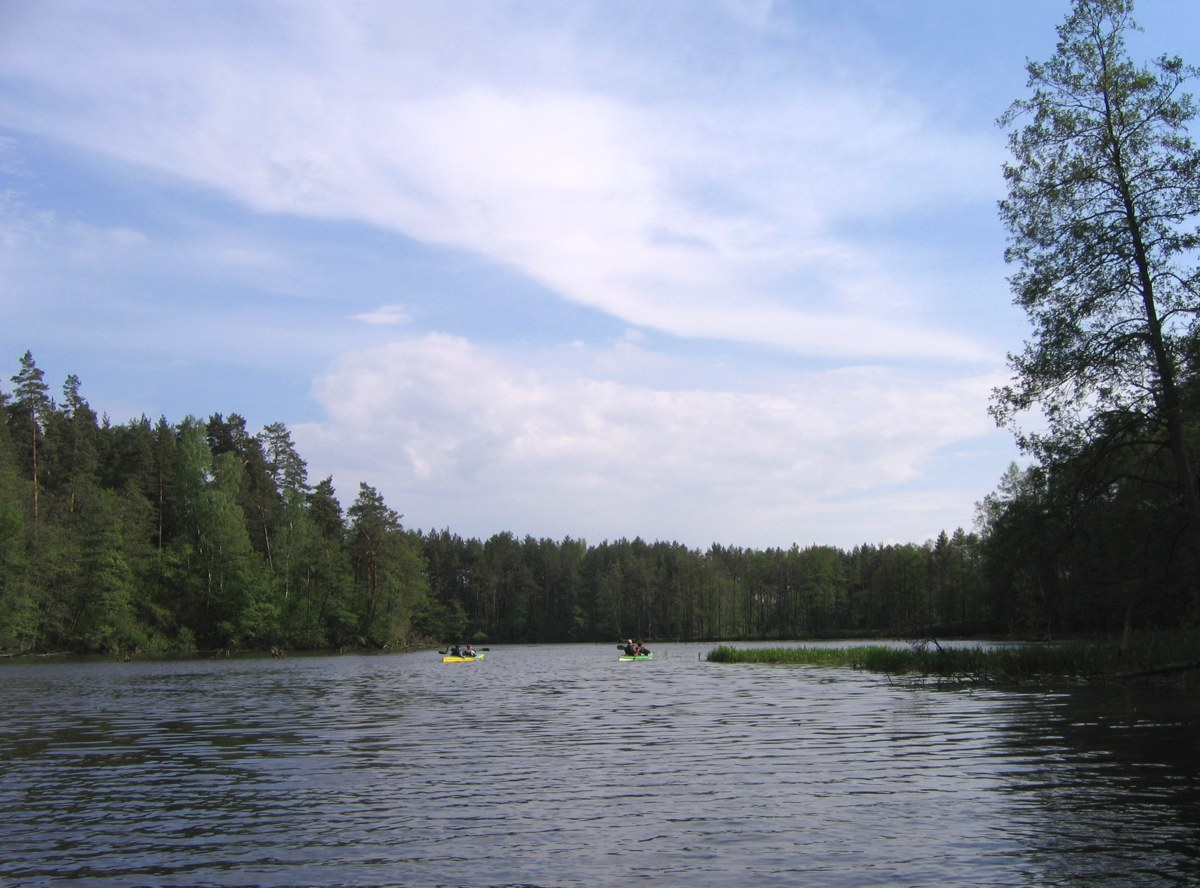
Zklidněná nádrž Varėnė před městem Senoji Varėna